# Babu, Yunnan
Babu (kinesiska: 八布, 八布乡) är en socken i Kina. Den ligger i provinsen Yunnan, i den sydvästra delen av landet, omkring 300 kilometer sydost om provinshuvudstaden Kunming. Antalet invånare är 20 387. Befolkningen består av 9 587 kvinnor och 10 800 män. Barn under 15 år utgör 21,0 %, vuxna 15-64 år 70 %, och äldre över 65 år 8,0 %.
Genomsnittlig årsnederbörd är 1 717 millimeter. Den regnigaste månaden är juli, med i genomsnitt 375 mm nederbörd, och den torraste är februari, med 15 mm nederbörd.